# Tűlevél
A tűlevél a  lomblevelek egy erősen xeromorf (szárazsághoz alkalmazkodott) berendezettségű típusa. Először az ősfenyőknél alakult ki a felső karbonban. (A pikkelyfák leveleit csak morfológiai értelemben tekintjük levélnek, törzsfejlődésileg csak a telomák felületi képletei.)

## Szerkezeti felépítés

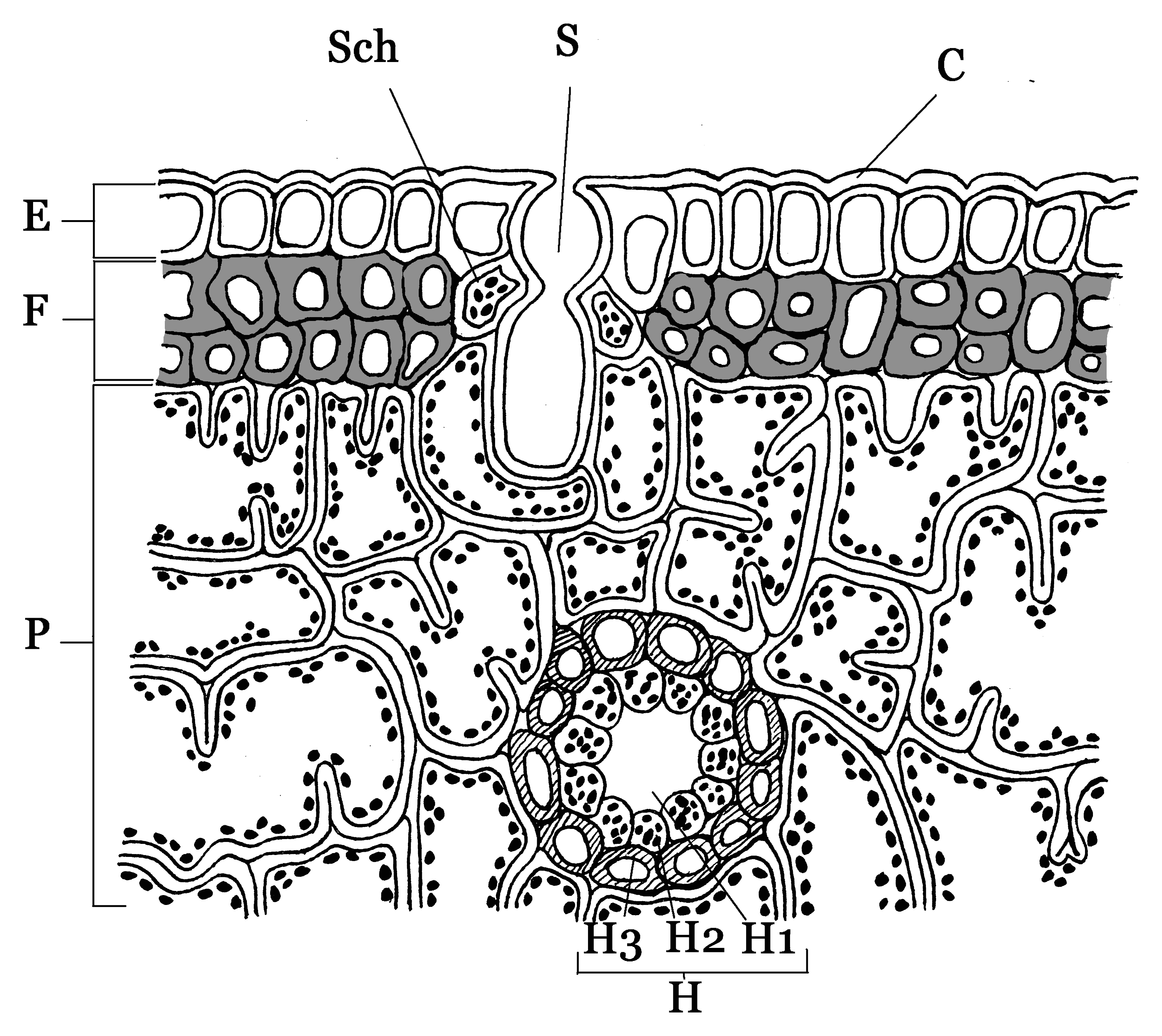
Tűlevél szerkezete:
C = vastag kutikula,
E = epidermisz,
F = vastagodott falú, holt sejtek által alkotott szilárdító szövet (szklerenchima),
H = gyantajárat,
H_{1} = “űr”,
H_{2} = egyrétegű, gyantát kiválasztó szövet,
H_{3} = szklerenchima,
P = alapszövet (parenchima),
S = süllyesztett gázcserenyílások,
Sch = zárósejtek

A tűlevél vastag felhámú (epidermisz) lomblevél, melynek felületi sejtjei hamvszerű anyagot választanak ki. A gázcserenyílások (sztómák) a levélben besüllyedten helyezkednek el, ún. sztómakripta mélyén ülnek (atrium). A levél belsejét nagyrészt alapszövet (parenchimaszövet) tölti ki. A bőrszövet alatt asszimiláló alapszövet, raktározó sejtek és hosszanti lefutású, erősen megvastagodott falú szilárdító mechanikai alapszövet, szklerenchima helyezkedik el. A levél középvonalában helyezkedik el a kollateriális edénynyaláb, mely lehet nyílt (a tűnyalábos fenyőknél (Pinus)) és zárt (Picea-, Larixfélék). A levél felső részén, hosszában fut egy igen vastag gyantajárat. A levél alakja a Pinusoknál félkör, a Piceaknál rombusz.